# 帯域幅
帯域幅（たいいきはば）または、帯域（たいいき）、周波数帯域（しゅうはすうたいいき）、バンド幅（英: Bandwidth）とは、周波数の範囲を指し、一般にヘルツで示される。帯域幅は、情報理論、電波通信、信号処理、分光法などの分野で重要な概念となっている。
帯域幅と情報伝達における通信路容量とは密接に関連しており、通信路容量のことを指す代名詞のように「帯域幅」の語がしばしば使われる。特に何らかの媒体や機器を経由して情報（データ）を転送する際の転送レートを「帯域幅」あるいは「バンド幅」と呼ぶ。

## 概要
電波による通信では、搬送波の変調で占める周波数の範囲を占有周波数帯幅、あるいは単に帯域幅と呼ぶ。光学では個々のスペクトル線の幅やスペクトル全体の幅を指す。
汎用的な1つの定義は存在せず、漠然と関数の周波数領域における広がりの尺度を表すと理解される。
分野によっては厳密な意味が定義されている。例えば、帯域幅は周波数関数が 0 であるときの周波数の範囲と定義されることもある。この場合、数学的には関数のサポートに対応する（つまり、関数がゼロでない値となる領域の全長）。より厳密で便利な定義として、周波数関数が「小さい」ときの周波数を指す。この場合「小さい」とは、最大値の 3 dB下方を意味するか、（あまり使われないが）10 dB 下方を意味する（その他の適当なある値）。いずれにしても、それぞれの関数の「幅」の定義は、それぞれの用法にとって便利なように設定されている。
シャノン＝ハートレーの定理によれば、信頼できる通信のデータ転送レートは、通信に使われる周波数の幅に比例する。その意味では、帯域幅とデータ転送レートは同じ意味に使われることがある。

## アナログ

スペクトル密度のグラフ。-3 dBでの帯域幅を示したもの。

アナログ信号は数学的には時間の関数であり、帯域幅 {\displaystyle \Delta f} は信号をフーリエ変換したときにゼロでない値となる周波数範囲の幅（単位はヘルツ）である。一般にこのゼロでない範囲は非常に広範囲になるため、定義を修正して、ある程度の強さの周波数範囲を指すこともある。この場合、最大値の半分となる範囲を使うことが多い（{\displaystyle \mathrm {log} _{10}(1/2)\approx -0.3} であるため、約 -3 dB で半分となる）。信号の帯域幅は、そのパラメータ（振幅や位相）が時間と共に変化する早さの尺度である。帯域幅が大きければ、信号のパラメータは早く変化する。帯域幅という用語は信号にも使われるが、システムにも適用される。その場合、あるシステムの帯域幅とは、そのシステムが処理できる信号の帯域幅を示す。
ベースバンドの帯域幅と言った場合、信号の周波数範囲の上限だけを指す。ベースバンド以外の帯域幅は、上限と下限の差分である。
例えば、図に示したような非ベースバンドの 3-dB 帯域幅は {\displaystyle \Delta f=f_{2}-f_{1}} であるが、他の定義では異なった答えになるだろう。
よく使われる量として「比帯域; fractional bandwidth」がある。これは帯域幅を中心周波数で割った値である。例えば、中心周波数が 10 MHz で帯域幅が 2 MHz なら、比帯域は 2/10 あるいは、20% となる。
実数のベースバンドは正の周波数と負の周波数の合成であり、このことが帯域幅の混乱を招く（実信号は複素平面上の右回転するベクトルと左回転するベクトルの合成で表され、角周波数の符号が逆になっている）。帯域幅として正の部分だけを指すことがあり、例えば {\displaystyle B=2W} が全帯域幅を表すとした場合、{\displaystyle W} は正の帯域幅である。実際、信号を保持するには、少なくとも {\displaystyle W} の遮断周波数のローパスフィルタが必要となる。
3-dB の帯域幅のバンドパスフィルタは、中心周波数付近のピークから 3 dB 以内の周波数応答となる範囲となるフィルタである。
信号処理や制御理論では、ピークから利得が 3 dB 減衰する周波数の範囲を帯域幅という。
電気回路でのバンドパスフィルタなどでは、帯域幅とは信号の強さが最大の {\displaystyle {\frac {1}{\sqrt {2}}}}（半分の電力）となる周波数領域の2地点の距離である。
光通信学では帯域幅は以下のような様々な意味で使われる:
- ASE光源やレーザーのような何らかの光源の出力の帯域幅。光の周波数は非常に高いため、帯域幅は大きくなる。
- 光ファイバーなどの媒体が転送できる周波数の範囲。
- 光増幅器の利得帯域幅。
- 何らかの現象における範囲（反射、非線形プロセスでの位相合わせ、共振など）
- 光変調装置の最大変調周波数（または変調周波数の範囲）
- 測定装置が動作できる周波数の範囲
- 光通信システムのデータ転送レート（Gビット/秒）

## デジタル

### 理論
デジタル信号処理では、帯域幅は標本化定理に従ってサンプリング周波数と関連している。
デジタル通信路に加算性ホワイトガウスノイズがあるとき、シャノン＝ハートレーの定理により、通信路の帯域幅（伝送路容量）とS/N比の関係が示される。
同定理においては、帯域幅 B (Hz) に対し、通信路容量 C (bps) が規定される。ただし、C は通信路が誤り無しまたは低誤り率である時に転送可能な最大レート（の理論値）を示す。
実際の転送レートR (bps) は、効率的な符号化方式の採用により C に近づける事ができる。R が C を超えた場合は誤り率が増大するため正常なデジタル通信ができない。よって C は理想的な通信路における頭打ち転送レートである。

### 実際
デジタル通信での「帯域幅」は、比喩的に使われることもあって曖昧である。ボーの言い換えとして帯域幅やバンド幅という用語を使うこともある。また、伝送路容量（転送可能なビットレート）を表すことも多い。したがって、ビットレート 66 Mbps で32本のデータ線からなるデジタルバスの帯域幅は 33MHz で、容量は 2.1 ギガビット/秒となるが、これを「帯域幅が 2.1 ギガビット/秒」とすることも少なくない。
同様の混乱は可聴帯域のモデムにもある。電話回線の真の帯域幅はわずか 4kHz だが、56キロビット/秒もの情報を転送できることから帯域幅を誤ることがある。関連する統計的量として、ネットワーク全体の帯域幅の総計を示す「2分割帯域幅; bisection bandwidth」がある。これは、ネットワークを2つに分割し、その間にある全リンクの帯域幅を合計したものである。

### Webホスティングにおける帯域幅
ホスティングサーバでは、「月間最大データ転送量」の意味で（間違って）帯域幅という言葉を使うことがある。ホスティングを提供する企業は、例えば「バンド幅制限はWebサイト当たり月間500ギガバイト」などとしていることがある。この場合、ユーザーがそのサイトから一ヶ月以内に500ギガバイト以上のデータをダウンロードしようとすると、制限を超えてしまう。
他者の帯域幅を不正に利用することを「バンド幅窃盗」と呼ぶこともある（例えば、他のWebサイトの画像を無断で自分のWebサイトにリンクする場合など。ユーザーがそのページにアクセスすると自動的にリンク先サイトへのアクセスも発生し、帯域幅を消費する。いわゆる直リンク）。

### 音声における帯域幅
音声の品質は音声周波数の帯域幅に依存する。またヒトは可聴域をもちそれ以外の帯域を聞き取ることができない。ゆえにデジタル音声では音質と情報量のトレードオフを考慮しながらサンプリング周波数を設定する。帯域幅の広さに基づいていくつかの名称がある。
|                      | 帯域幅          | (典型的) サンプリング周波数 | notes                    |
| -------------------- | --------------- | --------------------------- | ------------------------ |
| ナローバンド         | 0.3kHz ~ 3.4kHz | 8kHz                        | 電話で利用               |
| ワイドバンド         | ~ 7kHz          | 16kHz                       |                          |
| スーパーワイドバンド | ~ 14kHz         |                             |                          |
| フルバンド           | 0.02kHz ~ 21kHz | 44.1kHz, 48kHz              | 全可聴域をカバー, CD音質 |